# Shortening
Shortenings sind Suspensionen von kristallinen Fetten in Öl oder halbflüssigen Fetten. Der deutsche Handelsname ist „gehärtetes Pflanzenfett“ oder „teilweise gehärtetes Pflanzenfett“.
Die festen Fette kommen dabei häufig in der stabilen β-Modifikation vor und sind nur zu ca. 1 % gelöst.
Unterschieden werden flüssige (pumpbare) Shortenings und solche mit plastischem Verhalten.
Die Herstellung erfolgt durch das Schmelzen der festen Phase und anschließender Abkühlung unter Einwirkung von Scherkräften. Dabei bilden sich Kristalle, welche bei flüssigen Shortenings zwischen 5 und 10 µm groß sind. Der Anteil an festen, hochschmelzenden Fetten in flüssigen Shortening beträgt 5–30 %.
Einsatz finden sie vor allem wegen ihrer Pumpfähigkeit und damit der Möglichkeit zur maschinellen Dosierung in Industriebetrieben wie Großbäckereien.
In Nordamerika werden Shortenings auch in Privathaushalten zum Backen und Braten verwendet, eine bekannte Marke ist Crisco. In Österreich ist Shortening von VFI unter der Marke „Frivissa“ erhältlich.